# Cannon Falls (Minnesota)
Cannon Falls – miasto w Stanach Zjednoczonych, w stanie Minnesota, w hrabstwie Goodhue.